# イオニア七島連邦国

七島共和国
Επτάνησος Πολιτεία (ギリシャ語)
Repubblica Settinsulare (イタリア語)

イオニア七島連邦国の位置

イオニア七島連邦国（イオニアななしまれんぽうこく、ギリシア語: Ἑπτάνησος Πολιτεία、イタリア語: Repubblica Settinsulare）は、ギリシャ、イオニア諸島の島7つで構成された、前半はオスマン帝国が宗主権、ロシア帝国が保護権を持ち、後半はフランス帝国が支配権を持っていた、短期間存在した国家のことである。
連邦国はケルキラ島、パクシ島、レフカダ島、イタキ島、ケファロニア島、ザキントス島、ストロファデス島で構成されていた。

## 歴史

### 背景
1770年、オスマン帝国支配下のギリシャ、ペロポネソス半島において、ギリシャの名望家を中心とする蜂起が発生した。これはロシア帝国のエカテリーナ2世による南下政策に刺激されたもので、蜂起したギリシャ人はロシア帝国と通じ合っていた。この蜂起はオスマン帝国のアヤーン（イスラム教徒の地方豪族）に鎮圧されたが、徐々に独立の気運が高まりつつあった。
この蜂起以降、列強三国（イギリス、フランス、ロシア）によるオスマン帝国に対する活動が活発化した（東方問題）。また、オスマン帝国自体の弱体化のため、1774年にロシア・トルコ間で結ばれたキチュク・カイナルジャ条約によって、ロシア保護下ではあるがギリシャ商人の活動が活発化した。そしてフランス革命が発生したことにより、地中海東部からフランス人が駆逐されると、その利権はギリシャ人へと渡った。徐々に独立の気運が高まりつつあったギリシャにおいてイオニア諸島は共和国時代のヴェネツィア、フランス革命後のフランスの手に渡り、徐々にその係争地と化しつつあった。
1796年、イタリア北部を占領したナポレオンは、ヴェネツィアが領有していたイオニア諸島への関心を持ち、イオアニアのテペデレンリ・アリー・パシャの下へ使者を派遣した。この翌年、カンポ・フォルミオ条約が結ばれた事により、イオニア諸島はフランスの領有下となった。
このためにバルカン半島南部ではフランス、ロシア、アリー・パシャらが対立する図式が完成したが、ナポレオンはアドリア海だけでなくレヴァントまでの支配を目論んでいた。ナポレオンは1798年にエジプトへ遠征したが、これを契機としてトルコとロシアが共同してフランス攻撃を開始した。この時、アリー・パシャはフランス人部隊の協力を得てイピロスの一部とプレベザなどを奪取して勢力を拡大したが、1799年にトルコ・ロシア艦隊がイオニア諸島の占領に成功した。

### 連邦国の成立から消滅まで
トルコとロシアの共同管理下となったイオニア諸島は、1800年、コンスタンティノポリスで結ばれた条約によってイオニア七島連邦国として自治国化し、オスマン帝国の宗主権のもとでロシアが保護領とすることとなった。この中でケルキラ島が行政の中心を担うこととなったが、限定的ながら貴族主義的憲法、国旗、外交権などの権利が与えられた。ただし、3年ごとに宗主国トルコへの貢納が義務付けられ、ロシア軍が駐屯することとなった。
ケルキラ島の名望家であるカポディストリアス家は連邦国の政治にかかわったが、その一員として1803年に評議会に参加したのが、後にギリシャ初代大統領となるイオアニス・カポディストリアスであった。
1803年に制定された憲法はフランス革命の影響を受けており、自由主義的な内容であったが、ロシア皇帝アレクサンドル1世の抗議を受けて変更を余儀なくされた。また、1807年アリー・パシャはその支配地に近い位置に存在するレフカダ島の占領を目論み、これを攻撃した。そこで共和国は外務大臣を務めていたカポディストリアスへこれを託したが、カポディストリアスはこれを巧みに防御、アリー・パシャを撃退した。
この時、ギリシャ本土から多くのクレフテスらがイオニア諸島へ避難していたが、この中にはギリシャ独立戦争で活躍するテオドロス・コロコトロニス、マルコス・ボツァリスらが含まれていた。
結局、1807年、ロシアとフランスの間でティルジットの和約が結ばれるとイオニア諸島は再びフランス軍に占領され、連邦国はフランスの支配下となった。1815年にイギリスの支配下となるとイオニア諸島合衆国となった。結局、イオニア諸島がギリシャ領になるのは1864年のことであった。

## 意義
短命に終わったが、このイオニア七島共和国の建国はギリシャ人らに三世紀半ぶりの自らの統治を経験させる重要な期間であった。憲法は制約され列強の意向に左右された儚い存在ではあったが、この統治により東方問題が発生することになった。
ギリシャがロシア、オーストリア、イギリス、フランス、アリ・パシャ、オスマン帝国のいずれの領土になることが問題と化していたが、ギリシャの独立には皆、懐疑的であった。
しかし、この連邦国の建国を通じて、コロコトロニス、ボツァリスらと出会って意気込んだカポディストリアスはギリシャの独立を志したとされている。